# An Hiệp, Quỳnh Phụ
An Hiệp là một xã cũ thuộc huyện Quỳnh Phụ, tỉnh Thái Bình, Việt Nam.
Xã An Hiệp có diện tích 3,96 km², dân số năm 1999 là 4397 người, mật độ dân số đạt 1110 người/km².